# Dodicesimo assedio di Gibilterra
Il Dodicesimo assedio di Gibilterra ebbe luogo nel corso della guerra di successione spagnola, dal settembre del 1704 al maggio del 1705, presso la Rocca di Gibilterra. Esso fece seguito alla presa dell'agosto del 1704 del villaggio fortificato di Gibilterra, all'estremità sud della Spagna, da una forza navale anglo-olandese guidata da sir George Rooke e dal principe Giorgio d'Assia-Darmstadt. I membri della Grande Alleanza, il Sacro Romano Impero, l'Inghilterra, i Paesi Bassi, la Spagna pro-Asburgo, il Portogallo ed il Ducato di Savoia, si erano alleati per prevenire l'unificazione del trono spagnolo con quello francese supportando il pretendente asburgico, l'arciduca Carlo d'Austria come Carlo III di Spagna. Il candidato rivale, il borbonico Filippo, duca d'Angiò noto come Filippo V di Spagna tra i suoi sostenitori, aveva per patrono ed alleato Luigi XIV di Francia. La guerra iniziò nel nord Europa e venne in gran parte contenuta sino al 1703 quando il Portogallo aderì alle potenze confederate. Da quel punto in poi, le attenzioni vennero focalizzate nel Mediterraneo per distrarre la marina francese e spagnola o riprendere un porto per usi navali. La presa di Gibilterra fu il primo stadio della campagna del Mediterraneo.
All'inizio dell'assedio, Gibilterra aveva una guarnigione di circa 2000 tra olandesi, inglesi, austriaci e spagnoli pro-Asburgo che si scontrarono con più di 8000 tra francesi, irlandesi e spagnoli pro-Borboni. I difensori furono in grado di scacciare le forze assedianti numericamente superiori sfruttando la geografia del sito di Gibilterra e le piccole fortificazioni del villaggio, pur essendo spesso a corto di uomini e munizioni. Gli stessi assedianti vennero più volte a trovarsi in difficoltà a causa delle dispute insorte tra gli ufficiali francesi e spagnoli e per le terribili condizioni in cui vessavano le trincee ed i bastioni che portarono allo scoppio di un'epidemia che minò anche il morale degli uomini. La forza marittima diede prova di essere essenziale, dal momento che la marina francese non era riuscita a frenare la Grande Alleanza dall'ottenere truppe fresche, munizioni e rifornimenti. Le battaglie navali vennero combattute nel corso dell'assedio, due delle quali risultarono delle chiare sconfitte per i francesi e l'ultima portò all'abbandono dell'assedio dopo nove mesi infruttuosi. I franco-borbonici persero in tutto 10 000 uomini mentre le perdite per la Grande Alleanza furono di soli 400 uomini.

## Antefatto
La perdita di Gibilterra nell'agosto del 1704 pose in seria difficoltà strategica il pretendente borbonico al trono spagnolo, Filippo V di Spagna. Come uno scrittore successivo evidenziò Gibilterra fu "il primo villaggio in Spagna ad essere staccato dalla dominazione di re Filippo e forzato a riconoscere quella di Carlo", ma fu anche il primo punto d'entrata per le forze alleate nella penisola. Le enormi possibilità offerte da Gibilterra furono subito molto chiare anche al comandante degli alleati, il principe Giorgio d'Assia-Darmstadt, che in una lettera del settembre 1704 scrisse a Carlo che Gibilterra era "una porta attraverso la quale entrare in Spagna". Un'armata sbarcata a Gibilterra avrebbe potuto avanzare rapidamente lungo la costa sino a Cadice, supportata dalle forze navali, e prenderne il porto principale. Da qui, la distanza verso Siviglia era relativamente breve, e li il pretendente asburgico avrebbe potuto essere proclamato re, mentre le truppe avrebbero potuto continuare a marciare alla volta di Madrid e porre fine alla guerra.
Gibilterra era perlopiù priva di popolazione, gran parte della quale aveva lasciato il villaggio dopo la sua cattura e si era spostata temporaneamente altrove, soprattutto nella località di Campo de Gibraltar. Solo poche dozzine di spagnoli ed una piccola comunità di genovesi neutrali erano rimasti residenti. Il villaggio ospitava una guarnigione di circa 2000 marines inglesi ed olandesi, 60 cannonieri e diverse centinaia di catalani, sostenitori di Carlo d'Asburgo. Questi erano supportati dalla flotta anglo-olandese al comando di sir George Rooke composta da 51 navi di linea operanti nello Stretto di Gibilterra. L'Alleanza aveva due svantaggi significativi – rifornimenti limitati ed un'impellente necessità di far riparare le proprie navi, che per sei mesi avevano navigato incessantemente senza mai attraccare.
Gibilterra venne catturata, ma gli alleati si preparavano al contrattacco borbonico. La flotta alleata salpò a breve distanza attraversando lo stretto a Tetuan in Marocco. Il 22 agosto, una flotta francese venne avvistata presso lo stretto ma iniziò a ritirarsi dopo essere stata individuata. Rooke si scontrò coi francesi a Malaga il 24 agosto ed attaccò, in particolare per prevenire che i francesi si sfilassero dal combattimento ed attaccassero Gibilterra. Le due flotte si scontrarono ma le navi francesi erano più veloci e più ricche di munizioni di quelle dei confederati. Malgrado questo vantaggio, i francesi persero nella Battaglia di Vélez-Málaga. Nessuna nave affondò ma entrambe le flotte ebbero perdite ingenti con circa 3000 morti o feriti da ambo i lati, incluso il comandante francese. La flotta anglo-olandese venne minacciata dalla mancanza di colpi e polvere da sparo, molti dei quali erano già stati utilizzati per il bombardamento di Gibilterra nel corso dell'operazione per catturarla, e lo squadrone di sir George Byng venne costretto a ritirarsi per la mancanza di munizioni. Il resto della flotta rimase pericolosamente a corto di munizioni ma fortunatamente per i confederati, i francesi si ritirarono il giorno successivo lasciando la flotta anglo-olandese libera di tornare a Gibilterra.
Ritardato dalla lotta con i francesi, Rooke lasciò quanti più uomini, cannoni e rifornimenti poté lasciare a Gibilterra prima di ripartire verso casa. Egli divise parte della sua flotta, lasciando l'ammiraglio Sir John Leake con 18 navi a pattugliare lo stretto e la costa portoghese. Gli spagnoli avevano già mobilitato le loro forze ed all'inizio di settembre il marchese di Villadarias, capitano generale dell'Andalusia, giunse nelle vicinanze di Gibilterra con un esercito di 4000 uomini. Villadarias pianificò di poter incrementare le proprie forze sino a 12 000, di cui 9000 spagnoli e 3000 francesi. Le forze delle Due Corone vennero inoltre supportate da rifugiati civili di Gibilterra.

## L'assedio
Il principe d'Assia-Darmstadt si preparò migliorando le difese di Gibilterra così da rendere il più difficile possibile un attacco del nemico dal fronte delle fortificazioni. Il villaggio era posto sul fronte occidentale di una penisola rocciosa connessa alla Spagna da un piccolo istmo sabbioso. La parte nord della Rocca di Gibilterra presentava una scogliera verticale; l'unico accesso al villaggio era attraverso una piccola striscia di terra di circa 400 metri di larghezza, bloccata da un muro fortificato noto col nome di Muralla de San Bernardo (poi Gran Batteria). Il principe cercò di ridurre questo passaggio ulteriormente facendolo allagare, costringendo così qualsiasi attaccante ad utilizzare la strettissima area compresa tra la Rocca e l'area inondata o ad avanzare sulla costa. Dispose inoltre cinque batterie di cannoni nella parte nord di Gibilterra: una sul Vecchio Molo per proteggere il fianco ovest; sul Baluarte de San Pablo (poi Bastione Nord) ed infine sul porto presso le mura difensive, evitando così il fuoco diretto sull'istmo; sul Baluarte de San Pedro (poi Bastione di mezzo del principe d'Assia), per permettere un fuoco laterale da est e sulla Torre Rotonda, su uno sperone roccioso sovrastante l'istmo (poi sito delle Forbes' Batteries), da dove il fuoco poteva essere diretto contro le truppe nemiche verso l'area inondata. Una nave bombardiera venne inoltre installata presso il Vecchio Molo, con mortai pesanti per provvedere ulteriore fuoco sul lato ovest.

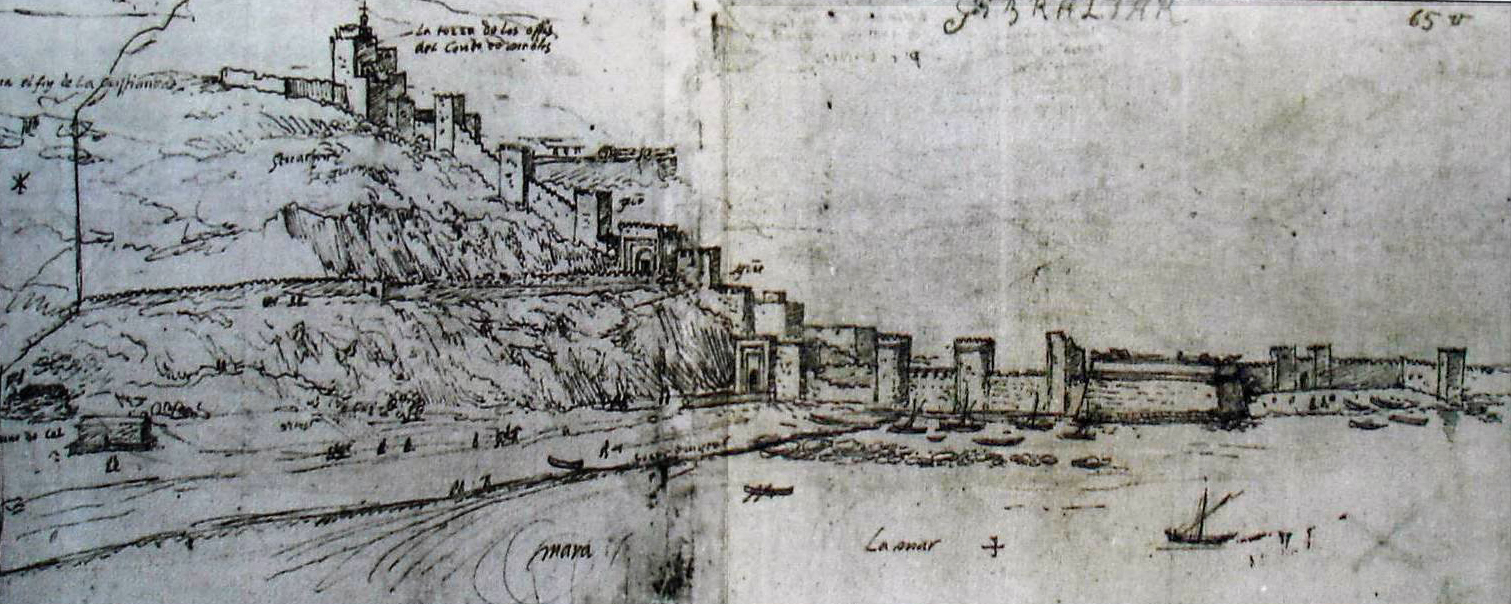
L'approccio di Gibilterra da nord in uno schizzo del 1567; la vista era rimasta sostanzialmente inalterata nel 1704

Anche se il principe d'Assia-Darmstadt era fiducioso nel fatto che sarebbe riuscito a mantenere Gibilterra malgrado le forze numericamente superiori delle truppe franco-spagnole, egli era continuamente minato dalle dispute politiche che sorgevano tra i comandanti asburgici e quelli inglesi. Vi era infatti un certo risentimento tra i marinai inglesi per non essere potuti tornare in patria con la flotta di Rooke. A peggiorare il tutto vi erano le velenose relazioni tra il colonnello inglese dei marines Edward Fox ed il colonnello irlandese Henry Nugent, che il principe d'Assia aveva nominato Governatore di Gibilterra. I due uomini si erano contrapposti su fronti diversi nella campagna irlandese di Guglielmo III; il protestante si era poi posto al servizio della regina Anna d'Inghilterra, mentre il cattolico Nugent aveva prestato servizio per Carlo d'Asburgo. Il principe d'Assia scrisse: "[Fox è] furioso di essere ai miei ordini e di non essergli stato consentito di fare ritorno in Inghilterra. Il suo rispetto per il Governatore che io ho nominato poi è ancora inferiore. Vi è confusione ovunque. Gli ordini non vengono portati a fine, e gli ufficiali sono i primi a creare problemi..."

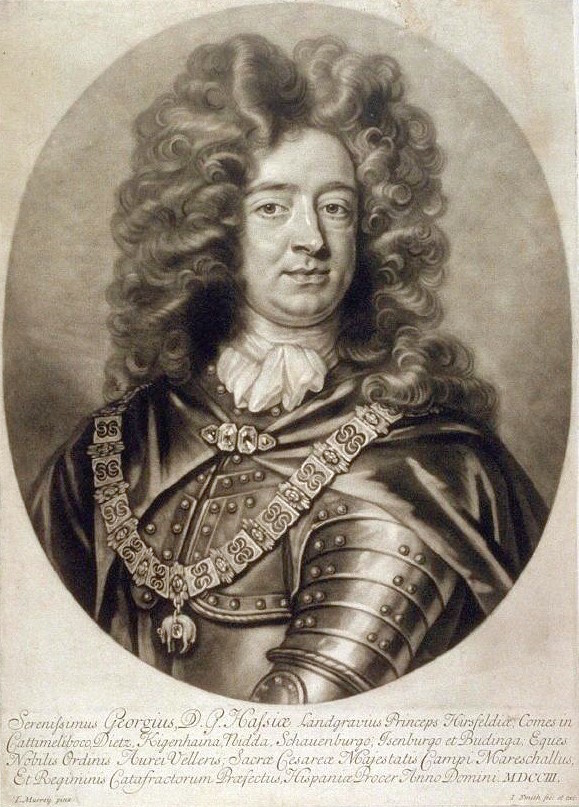
Il principe Giorgio d'Assia-Darmstadt, comandante della guarnigione di Gibilterra durante l'assedio

Gli assedianti francesi e spagnoli vennero rinforzati il 4 ottobre quando 19 navi da guerra francesi "piccole e grandi in linea da battaglia" scortarono truppe per 3000 uomini con cannoni pesanti e munizioni dal porto di Carteia. Questo portò il numero dei soldati agli ordini del marchese di Villadarias a salire a 7000, uomini che il principe d'Assia stimò consistere in otto battaglioni spagnoli e sei francesi oltre a nove squadroni di cavalleria. Gran parte delle navi francesi abbandonarono il sito il 24 ottobre, con sorpresa dei difensori, ma sei rimasero nelle retrovie a bloccare Gibilterra.
Dopo che i rinforzi si furono sistemati, gli spagnoli iniziarono a scavare delle trincee. Il primo attacco avvenne il 26 ottobre quando i cannoni spagnoli aprirono il fuoco sulle difese confederate attorno alla Tore Rotonda, causando non pochi danni. Una forza francese simultaneamente aprì il fuoco sul porto di Gibilterra, bruciando la nave bombardiera. Villadarias quindi portò avanti un pesante bombardamento sul bastione di San Pablo con l'uso di 27 cannoni e 16 mortai, che riuscì a fare breccia. Tra le perdite vi furono anche i due colonnelli in contrasto, Fox e Nugent, che, feriti, morirono nei giorni successivi. Nel contempo scoppiò una epidemia che colpì la guarnigione di Gibilterra, riducendo il numero degli uomini a 1300.
La posizione della guarnigione di difesa si fece sempre più precaria. Il principe d'Assia inviò un messaggio all'ammiraglio Leake a Lisbona chiedendogli urgente assistenza dopo l'apparizione delle navi francesi nella baia. Dopo aver ricevuto il messaggio il 21 ottobre, Leake salpò a sua volta con rifornimenti e munizioni per i difensori. Nel frattempo il principe d'Assia si trovò impegnato a risolvere un tradimento interno – un complotto tramato da alcuni ufficiali asburgici spagnoli che, aiutati dal clero e da alcuni ufficiali inglesi, stavano pensando di consegnare il forte ai borbonici. Scrisse a Carlo a metà ottobre per informare l'arciduca di quanto era accaduto:
Carlo riscrisse al principe d'Assia chiedendogli di istituire subito una corte marziale con giudici indipendenti per evitare ogni pregiudizio. Dal momento che tutti gli accusati erano sudditi degli Asburgo, la corte marziale venne composta da ufficiali inglesi ed olandesi – che non avevano prestato giuramento a Carlo – per risolvere il caso. Gli ufficiali britannici implicati nel complotto vennero rinviati in Inghilterra e del loro fato nulla più si seppe. Gonzalez venne condannato il 23 febbraio 1705, "trovato colpevole di alto tradimento, venne fucilato di fronte all'intera guarnigione."

### L'assalto al lato est

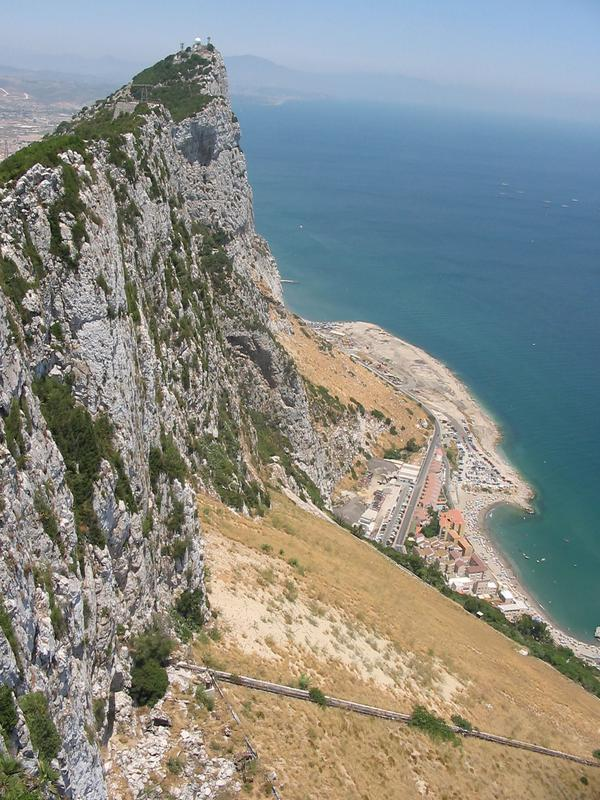
Il lato a picco della Rocca di Gibilterra, scalato dalle forze ispano-borboniche l'11 novembre 1704 per condurre un attacco a sorpresa che però non ebbe l'effetto sperato

Gli spagnoli filo-borbonici, nel frattempo, stavano pianificando di portare a compimento un attacco a sorpresa. Simón Susarte, un capraio spagnolo che aveva lasciato Gibilterra dopo la cattura ad opera di Rooke alcuni mesi prima rivelò a Villadarias la presenza di una strada segreta che correva dal lato est della Rocca di Gibilterra e che poteva essere scalata. La salita era di circa 400 metri, la cui sessione superiore era molo ripida, ma possibile da scalare attraverso la grande duna di sabbia locale. Dal momento che il lato est era considerato perlopiù inespugnabile, solo il lato ovest era stato fortificato; se la Rocca fosse stata scalata da est, gli attaccanti avrebbero potuto evadere le fortificazioni e discendere direttamente verso il villaggio, tantopiù che la strada era sufficientemente grande da poter ospitare una colonna d'armata.
Villadarias decise di inviare una forza di 2000 uomini – quasi un terzo della sua intera armata – divisa in due gruppi: una forza iniziale di 500 uomini a scalare l'altura di notte, seguita da altri 1500 uomini presso l'alba. I primi 500 agirono l'11 novembre al comando del colonnello Figueroa, sotto la guida di Simón Susarte. Essi giunsero alla cima della Rocca, raggiungendo il picco sud presso il sito dell'attuale Batteria O'Hara, e discesero ad ovest verso la St. Michael's Cave. All'alba avevano scalato le mura di Filippo II che si estendevano sul lato ovest della Rocca, uccidendo le sentinelle inglesi di guardia a Middle Hill. Un tamburino che stava portando del cibo all'interno delle fortificazioni vide gli invasori e diede l'allarme alla guarnigione.

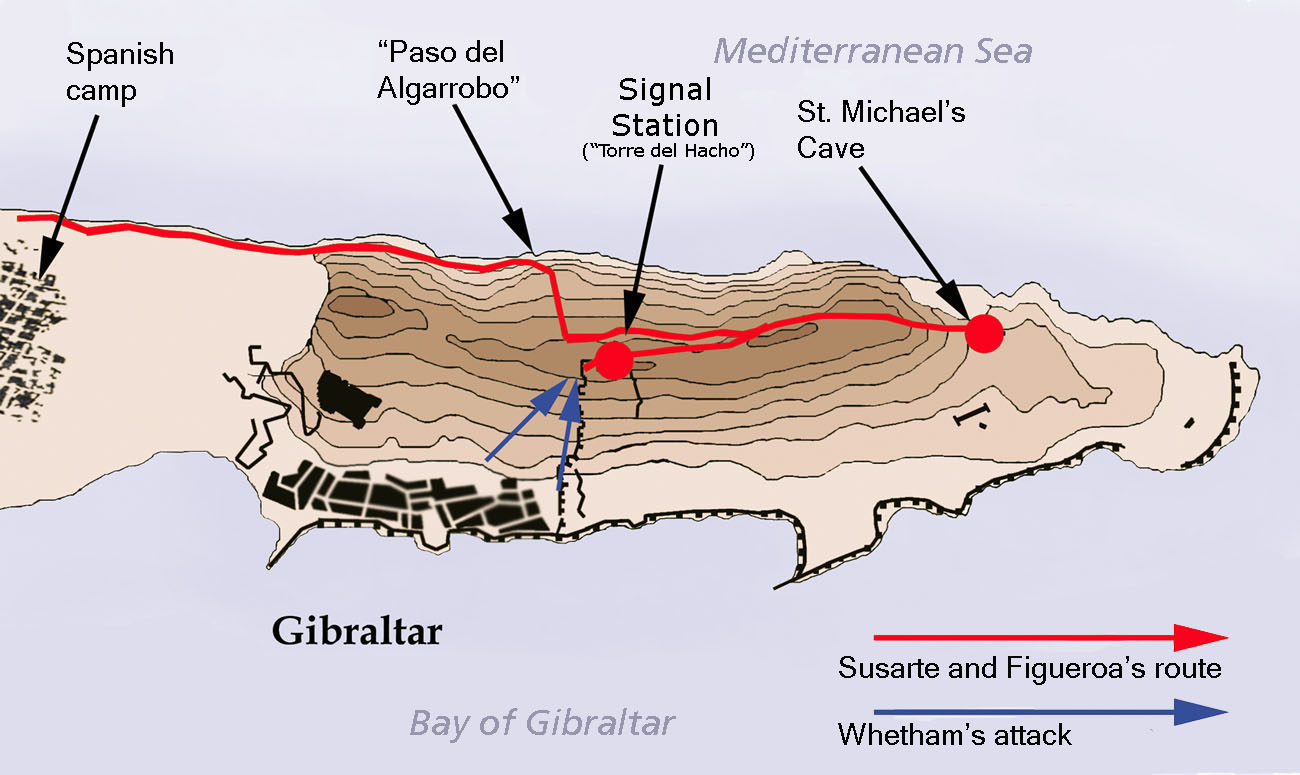
La strada della Rocca di Gibilterra fu protagonista dell'attacco a sorpresa non riuscita dei borbonici

Il principe d'Assia aveva anticipato la possibilità di attacchi dal retro della fortezza ed aveva già piazzato una riserva per questo proposito. Questa forza era composta da una compagnia di inglesi e da due di spagnoli: una compagnia regolare al comando del capitano Francisco de Sandoval ed una compagna catalana di miqueletes al comando di Jaume Burguy, con 300 uomini, guidati nel loro complesso dal fratello del principe d'Assia, Enrico. Questa riserva rispose immediatamente all'attacco dei borbonici spagnoli a Middle Hill. Anche se i Borboni godevano del vantaggio dell'altezza, rimasero effettivamente intrappolati tra il precipizio della Rocca e lo spazio interno ad essa, con solo tre cartucciere di colpi, dal momento che avevano preferito non caricarsi eccessivamente per la scalata; non si erano preparati ad una battaglia.
Le forze spagnole pro-Asburgo guidate dal capitano Burguy, composte da miqueletes e regolari, marciarono alla testa del gruppo contro i granatieri borbonici sino alla cima della collina. Nel contempo, Sandoval, con le sue truppe, caricò le truppe d'assalto su un fianco, mentre Enrico d'Assia attaccava sull'altro lato. Circa 100 borbonici, tra cui il loro colonnello, vennero catturati. Un centinaio rimasero uccisi sia a causa del fuoco dei difensori sia per cadute dalla Rocca nel tentativo di scalarla. Solo pochi, tra cui Simón Susarte, rientrarono tra le linee dei franco-spagnoli. Gli inglesi successivamente, per far sì che non si ripetesse un simile episodio, cancellarono completamente il sentiero usato dagli spagnoli.
Gli altri 1500 membri delle forze spagnole non si sforzarono nemmeno di supportare l'attacco dopo che i primi 500 erano andati al macello e lo squadrone dell'ammiraglio Leake era stato avvistato entrare nella baia con 20 navi. Nel successivo scontro navale, sei fregate francesi vennero distrutte e una settima nave venne catturata intatta. Villadarias apparentemente era intenzionato a condurre un attacco prolungato ma Leake giunse in tempo per rompere questi schemi. Il supporto navale francese all'assalto dei moli svanì in un soffio, ed un assalto frontale tramite l'istmo – rafforzato originariamente da 1500 uomini – fallì integralmente. Le speranze del principe d'Assia nell'arrivo di Leake e quando giunse lo ringraziò di essere arrivato in tempo mentre "il nemico stava attaccandoci a notte fonda con un gran numero di uomini."
L'assedio si concluse con un bombardamento e un controbombardamento, fatto che provò particolarmente i difensori che si trovavano come detto a corto di uomini, munizioni e rifornimenti. Il capitano Joseph Bennett, un ingegnere che Leake aveva portato con sé, aiutò a sostenere le fortificazioni. Egli scrisse ad un amico il 6 dicembre per riportargli il fatto che "molti ufficiali avevano in testa di lasciare il posto e incendiare l'intera fortezza, ma io mi opposi loro sostenendo che la guarnigione poteva essere mantenuta anche con 900 uomini, quanti ne potevo contare tra i nostri."
Molti membri della guarnigione tentarono di sgattaiolare sulle navi di Leake per sfuggire all'asedio. La situazione era precaria e persino peggiorò quando una tremenda tempesta danneggiò molte delle navi di Leake nella notte tra il 4 ed il 5 dicembre. A quel tempo, la guarnigione era ormai criticamente a corto di medicine e di rifornimenti. Molti uomini erano malati o feriti e pochi rimanevano per riparare le fortificazioni danneggiate. Solo 1300 rimanevano in forze per difendere le fortificazioni. Le loro condizioni di vita stavano peggiorando sempre più.

### I rinforzi

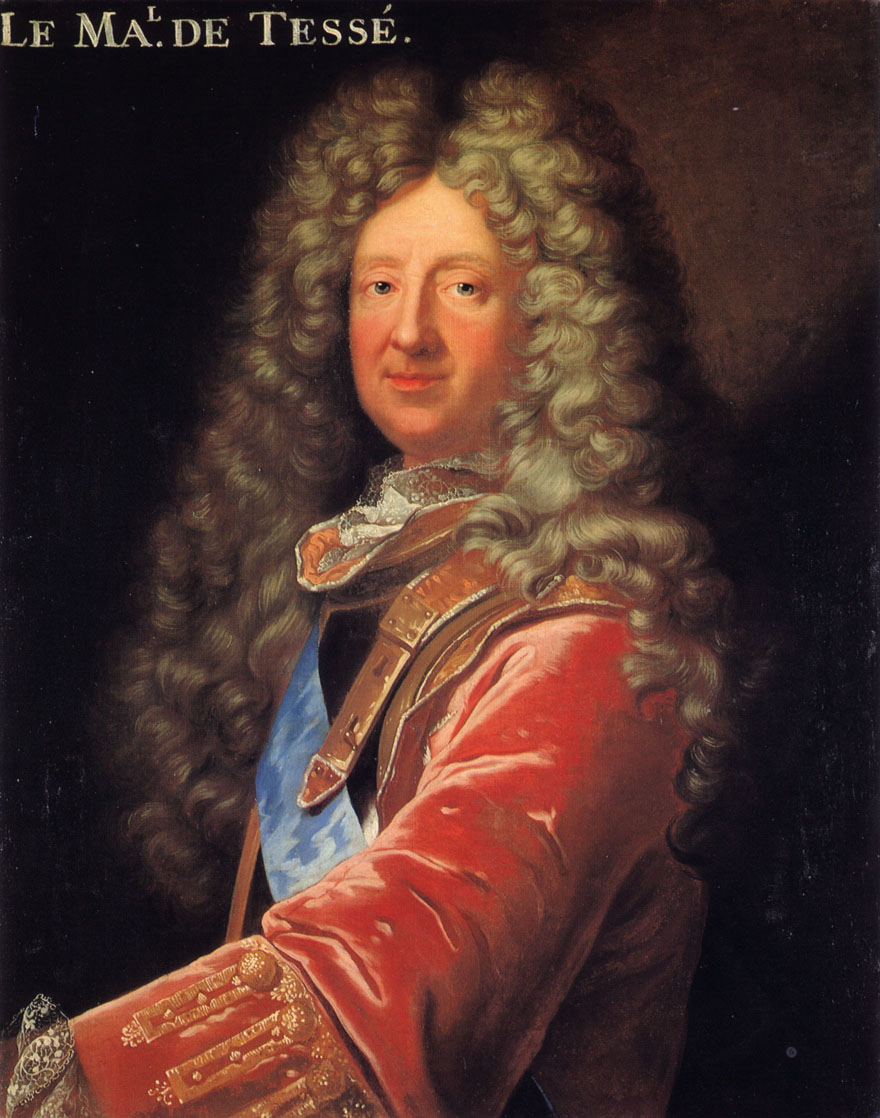
Il maresciallo de Tessé, che tentò di riprendere le operazioni d'assedio nel 1705 ma senza riuscirci

Alcuni giorni dopo, Leake ricevette la notizia che un convoglio di 20 navi trasporto che portavano rifornimenti e rinforzi per gli inglesi era in arrivo da Lisbona, scortata da quattro men-of-war. Venti avversi e correnti contrarie gli impedirono di salpare e prestare assistenza contro le forze navali francesi che avevano lasciato Cadice. Il 18 dicembre, nove dei trasporti raggiunsero la baia, accompagnati da due men-of-war, e le altre sette giunsero il 20 dicembre. Quattro andarono perdute, intercettate dai francesi; tre vennero affondate o catturate mentre l'ultima raggiunse Gibilterra alla fine di dicembre. Portarono con loro 2200 uomini dei granatieri del 35º reggimento "Donegal" e del "Berrymore" oltre a truppe supplementari olandesi, cannoni e riserve di polvere da sparo, attrezzi e cibo. Altri rinforzi giunsero tra il 16 ed il 18 gennaio. Con Gibilterra salva per il momento, Leake lasciò Lisbona il 3 gennaio coi membri della guarnigione malati o feriti a bordo delle sue navi.
I franco-ispani continuarono a bombardare Gibilterra, infliggendo ulteriori danni alle ormai deboli fortificazioni del villaggio ma non furono in grado di distruggerne la guarnigione che procedeva vigorosamente con un controbombardamento che uccise diversi uomini. Le relazioni tra spagnoli e francesi continuavano a peggiorare, situazione esacerbata ancora di più dalla mancanza di successi di peso e dallo scoppio di un'epidemia. Il tempo, inoltre, era terribile, con frequenti tempeste e pesanti raffiche di pioggia che rendevano pesante ogni sforzo. Dal nuovo anno del 1705, le forze assedianti si stavano ormai disintegrando e si attestavano in numero di soli 4000 uomini, con gli altri feriti o disertori.
La situazione era a tal punto allarmante che re Luigi XIV di Francia inviò sul posto il maresciallo René de Froulay de Tessé con 4500 uomini francesi ed irlandesi per riprendere le posizioni perdute. Villadarias, ad ogni modo, era determinato a fare ogni sforzo personalmente per prendere Gibilterra prima dell'arrivo di Tessé così da dimostrare il proprio valore personale. Il 7 febbraio, inviò 1500 uomini tra francesi, spagnoli ed irlandesi ad assediare la Torre Rotonda, una fortificazione su un'area rocciosa nei pressi dell'attuale Laguna Estate. Gli attaccanti catturarono la torre ma un contrattacco confederato li ricacciò fuori da essa con 200 morti. Gli spagnoli accusarono quindi i francesi di aver abbandonato il campo di battaglia e di aver lasciato scoperto il loro fianco.

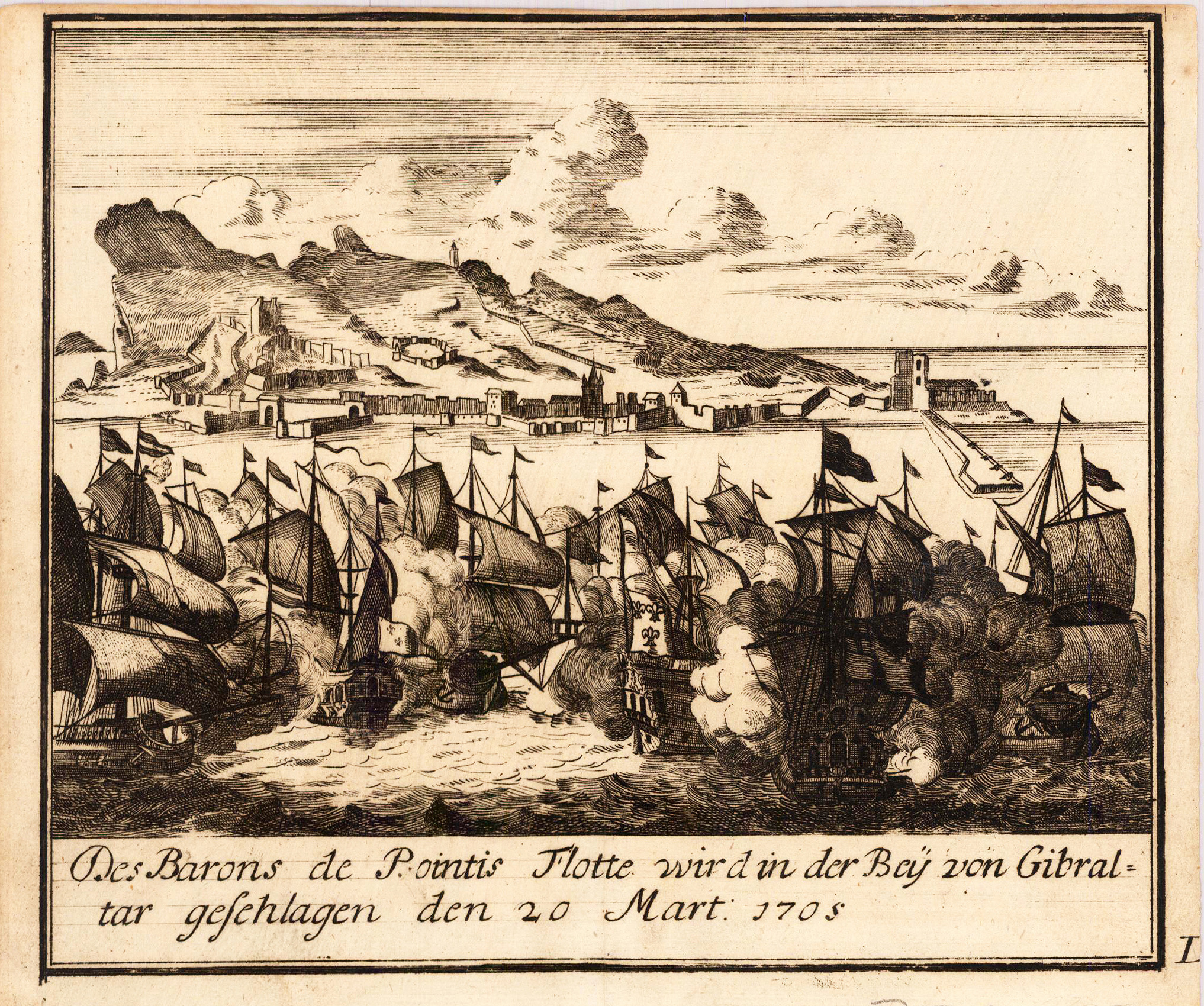
La flotta del barone de Pointis sconfitta nella baia di Gibilterra il 20 marzo 1705

Tessé giunse a Gibilterra a metà febbraio, ma ebbe solo modo di constatare quanto l'assedio fosse stato condotto male. Le sue critiche agli ufficiali spagnoli fece sì che molti lasciassero l'assedio davanti ai suoi insulti. Il morale migliorò leggermente quando l'ammiraglio Bernard Desjean, barone de Pointis salpò verso la baia il 26 febbraio con una forza di 18 men-of-war da Cadice. La guarnigione di Gibilterra immediatamente si mise in allerta, attendendosi uno sbarco sulla penisola da sud, ma questo non avvenne. La ragione divenne ben presto chiara; Leake ritornò con una forza di 25 navi combinate inglesi, olandesi e portoghesi. Nella successiva battaglia dello Stretto di Gibiltera, i francesi persero cinque delle loro navi, inclusa la nave ammiraglia di de Pointis e lo stesso ammiraglio rimase fatalmente ferito durante gli scontri. La flotta di Leake salpò verso la baia il 31 marzo, portando truppe fresche dal reggimento Mountjoy e dall'esercito portoghese. Il principe d'Assia-Darmstadt gioì all'arrivo dell'ammiraglio:
Tessé scrisse poco dopo al re contro gli spagnoli, riportandogli che "abbiamo fallito a Gibilterra per metodo e pianificazione... la malasorte dei nostri vascelli è avvenuta per la mancanza di competenza a Madrid..." Coi francesi ormai ritornati in patria, Villadarias riprese il controllo ed iniziò a convertire l'assedio in un blocco navale abbandonando l'istmo e rimuovendo i propri cannoni. Il 2 maggio, l'alleanza notò che le trincee spagnole erano state completamente abbandonate. Sul finire del giorno, il principe d'Assia accompagnò un gruppo di demolitori per distruggere le opere difensive erette dai borbonici, ma alcuni membri si avventurarono troppo oltre venendo catturati o uccisi dalla cavalleria spagnola. Il giorno successivo una ciurma di maggiore entità, protetta dai granatieri inglesi, riprese i lavori di demolizione delle batterie spagnole senza ulteriori opposizioni, ponendo ufficialmente fine all'assedio.